# Pingit (Pringsurat)
Pingit is een bestuurslaag in het regentschap Temanggung van de provincie Midden-Java, Indonesië. Pingit telt 5619 inwoners (volkstelling 2010).